# Dalby
Dalby là một thị trấn thuộc đô thị Lund, hạt Skåne, Thụy Điển với tổng số dân được thống kê vào năm 2018 là 6486 người. Thị trấn này cách thành phố Lund khoảng 10 km theo hướng đông nam, và cách thành phố Malmö khoảng 20 km về phía đông bắc.
Dalby từng được phân cấp hành chính như là một đô thị cho tới năm 1974 thì bị sáp nhập vào thành một phần của đô thị Lund.

## Các địa điểm nổi bật
Dalby có Tu viện thánh giá Dalby là nhà thờ đá cổ nhất của khu vực Scandinavia, xây dựng vào năm 1060.
Công viên quốc gia Dalby Söderskog tọa lạc về phía tây bắc của Dalby.
Khu mỏ đá cũ Stenbrottet cách Dalby vài cây số về phía đông là một địa điểm được yêu thích cho các hoạt động bơi lội và câu cá.